# (16986) Archivestef
(16986) Archivestef (1999 AR34) – planetoida z pasa głównego asteroid okrążająca Słońce w ciągu 3,5 lat w średniej odległości 2,3 j.a. Odkryta 15 stycznia 1999 roku.